# Santa Llúcia de Rajadell
Santa Llúcia de Rajadell és una capella rural del municipi de Rajadell (Bages). Situat a la vora de la riera de Rajadell, esdevingué monestir de canongesses de Sant Agustí a mitjan segle xiv. És una obra inclosa en l'Inventari del Patrimoni Arquitectònic de Catalunya.

## Descripció
És una església romànica annexa al Mas Forn, formada per dos cossos que corresponen a dues etapes ban diferents; l'actual presbiteri correspon a l'obra romànica que és del segle xiii i la remodelació del segle xiv afecta a la nau. Una arcada de carreus ben treballats marca la unió entre ambdues parts.

## Història

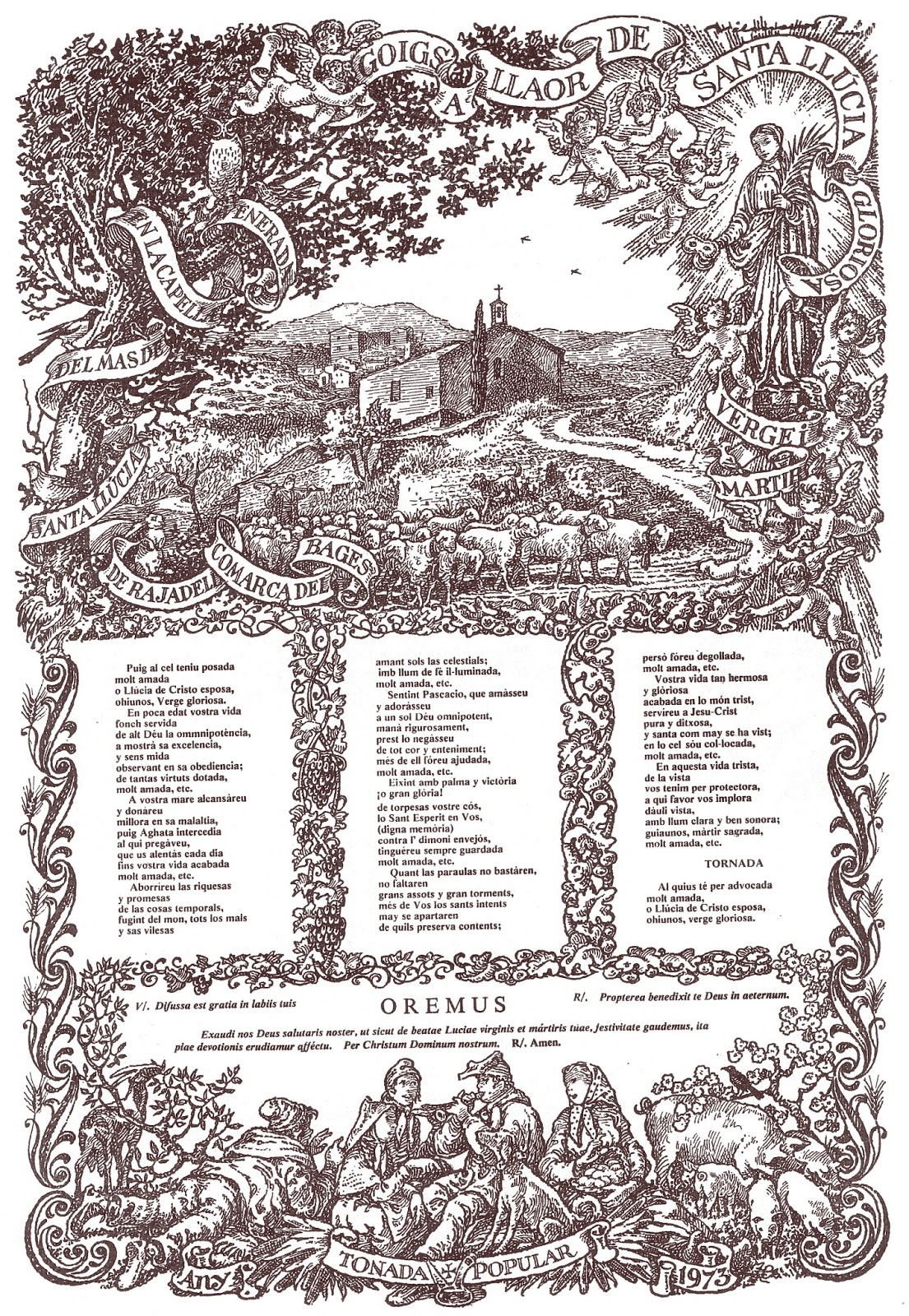
Goigs de Santa Llúcia

Situada dins l'antic terme de Rajadell la primera església de santa Llucía deuria ser una petita capella rural amb donats que esdevingué priorat. Apareix esmentada l'any 1278 quan la vida monàstica estava en ple funcionament amb una gran activitat que va permetre la creació d'un nou priorat a l'església de Santa Caterina de Cervera. La vida monàstica va desaparèixer a causa de la guerra civil del segle xv.
El 1275 es va reunir una comunitat a la capella de Sant Miquel de Maçana, del mateix municipi. El 1304 es van desfer en dos grups, un grup fundà el convent de Santa Caterina, a l'horta de la vila de Cervera, mentre que la resta es traslladà a la capella de Santa Llúcia, de protectorat del senyor del castell de Rajadell.
El 1374, el bisbe de Vic signà un decret de reforma pel qual considerava el de Cervera filial del monestir de Santa Llúcia de Rajadell. A la fi del segle xv ja no tenia comunitat. L'església conserva una part romànica i un tros de nau gòtica, molt més gran, del segle xiv.
L'any 1973 es van editar uns goigs ben il·lustrats de la capella, amb la lletra i tonada populars de Santa Llúcia.